# Urschenbach
Der Urschenbach oder Blößenbach ist ein Bach in der Gemeinde Oberlienz (Bezirk Lienz). Er entspringt an der Nordostseite der Villgratner Berge und mündet gegenüber der Ortschaft Tratte von rechts in die Isel.

## Namensgebung
Der Urschenbach wird in den meisten Kartenwerken mit seinen beiden Quellarmen als Blößenbach bezeichnet. Die Österreichische Karte definiert den längeren, linken Quellalm als Blößenbach und den Bach an der Vereinigung seiner beiden Quellbäche als Urschenbach. Im Flächenverzeichnis der österreichischen Flussgebiete wird der Bach als Uschenbach bezeichnet.

## Verlauf
Der Urschenbach entspringt am sogenannten Lackenboden, der sich am Nordostabhang zwischen dem Blößenegg und dem Hochstein befindet. Er weist zwei permanent sowie mehrere zeitweise wasserführende Quellarme auf, wobei die ständig wasserführenden Quellbäche nahezu parallel in rund 200 Metern Abstand verlaufen. Das Quellgebiet des Urschenbachs ist so wie der gesamte Verlauf des Baches stark bewaldet. Der linke Quellbach verläuft durch das sogenannte Blößental, dass von links auch das nicht ständig wasserführende Bärental aufnimmt. Die beiden Quellbäche verlaufen in nordöstlicher Richtung talwärts, wo sie sich in rund 770 Metern Höhe im Iseltal vereinigen. Nach kurzer Fließstrecke mündet der Urschenbach oberhalb der Einfangsauen gegenüber der Ortschaft Tratte rechtsseitig in die Isel.
Das Einzugsgebiet des Urschenbachs liegt zwischen jenem des Rötenbachs im Westen und jenem des Wolfesbachs im Osten.